# Dreng (dokumentarfilm)
Dreng er en dansk dokumentarfilm fra 2013 instrueret af Julie Bezzera Madsen.

## Handling
Oliver er en dreng på 20 år, der er fanget i sin egen krop. Indeni føler han sig som en dreng, men udenpå er han en pige. Når han ser ned af sig selv, føles alt forkert. Så brysterne spændes ind og stemmen sænkes, før han går ud af sin dør. "Hvad tænker du om mig, når du ser mig?" spørger han. Skabelsen af en ny identitet er kun lige begyndt.

## Medvirkende
- Oliver Panthera
- Gabriel Darklighter
- Line Kortsen Kristensen
- Amanda Elisabeth Schack Sejr